# Cuvette
Cuvette (kikongo: Kuvete) är ett departement i Kongo-Brazzaville. Det ligger i den centrala delen av landet, 400 km norr om huvudstaden Brazzaville. Antalet invånare är 219 584. Arean är 48 250 kvadratkilometer. Cuvette gränsar till Cuvette-Ouest, Sangha, Likouala och Plateaux.
Cuvette delas in i distrikten:
- Bokoma
- Boundji
- Loukoléla
- Makoua
- Mossaka
- Ngoko
- Ntokou
- Owando
- Oyo
- Tchikapika

samt städerna:
- Owando
- Oyo